# Stora Smedka
Stora Smedka är en sjö i Arjeplogs kommun i Lappland och ingår i Skellefteälvens huvudavrinningsområde. Sjön har en area på 0,553 kvadratkilometer och ligger 511,1 meter över havet. Stora Smedka ligger i Ståkke-Bårgå fjällurskog Natura 2000-område. Sjön avvattnas av vattendraget Smedkajåkka.

## Delavrinningsområde
Stora Smedka ingår i det delavrinningsområde (734787-160339) som SMHI kallar för Utloppet av Stora Smedka. Medelhöjden är 559 meter över havet och ytan är 7,71 kvadratkilometer. Det finns inga avrinningsområden uppströms utan avrinningsområdet är högsta punkten. Smedkajåkka som avvattnar avrinningsområdet har biflödesordning 3, vilket innebär att vattnet flödar genom totalt 3 vattendrag innan det når havet efter 296 kilometer. Avrinningsområdet består mestadels av skog (92 procent). Avrinningsområdet har 0,55 kvadratkilometer vattenytor vilket ger det en sjöprocent på 7,1 procent.